# Bio-kunst
De bio-kunst is een onderdeel van een recente ontwikkeling in de hedendaagse kunst, waarbij kunstenaars werken met organismen of processen van biotechnologie, zoals genetische modificatie.
De Engelse benaming "BioArt" is in 1997 gemunt door Eduardo Kac om zijn kunstwerk Time Capsule te beschrijven.

## Bio-kunstenaars
- Eduardo Kac
- Marion Laval-Jeantet, Benoît Mangin
- Symbiotica: Oron Catts, Ionat Zurr, Guy Ben Ary
- Amy Karle
- George Gessert
- Olga Kisseleva
- Joe Davis
- Marta de Menezes
- Orlan
- Martin uit den Bogaard
- TINKEBELL
- Jalila Essaïdi